# محمدحسین بارانی
محمدحسین بارانی، روستایی از توابع بخش قرقری شهرستان هیرمند در استان سیستان و بلوچستان ایران است.
اکثر مردم روستا را فرزندان دادخداولطف لله بارانی بزرگ خاندان این تیره از فامیل بارانی تشکیل میدهند

## جمعیت
این روستا در دهستان قرقری قرار دارد و براساس سرشماری مرکز آمار ایران در سال ۱۳۸۵، جمعیت آن ۳۲۷ نفر (۵۶خانوار) بوده‌است.